# Danijel Pranjić
Danijel Pranjić (Našice, 2 dicembre 1981) è un allenatore di calcio ed ex calciatore croato, di ruolo centrocampista.

## Caratteristiche tecniche
Terzino sinistro, di spinta in grado di coprire qualsiasi posizione lungo la fascia.
In possesso di una discreta tecnica individuale, si distingue per intelligenza tattica, visione di gioco, precisione nei cross e una spiccata versatilità che gli consente di adattarsi anche a vertice basso di centrocampo.
(Pranjić, in un'intervista rilasciata alla stampa dopo la vittoria con la Germania a Euro 2008.)
Pur soffrendo - per sua stessa ammissione - in fase di non possesso, il CT Slaven Bilić in nazionale lo ha utilizzato da terzino basso con licenza di difendere, con ottimi risultati.

## Carriera

### Giocatore

#### Club
Muove i suoi primi passi nel settore giovanile del Papuk Orahovica, prima di approdare alla Dinamo Zagabria. Esordisce nelle competizioni europee il 12 agosto 2004 in Dinamo Zagabria-Primorje (4-0), partita valida per i preliminari di Coppa UEFA.
A fine stagione viene tesserato dall'Heerenveen, in Olanda. Esordisce con gli olandesi il 13 agosto 2005 in Vitesse-Heerenveen (2-2), da titolare. Nel 2008 il tecnico Trond Sollied lo adatta a coprire zone più avanzate del campo, in modo da risultare più incisivo in zona d'attacco.
La scelta ripaga il tecnico, il croato a fine stagione segnerà 16 reti in campionato (alle spalle di El Hamdaoui, Suárez e Berg) in 30 presenze, sollevando inoltre la Coppa d'Olanda (segnando una tripletta contro l'Haaglandia ai sedicesimi), vinta ai calci di rigore contro il Twente.
Il 22 giugno 2009 passa per 7,7 milioni di euro (700 000 euro sono stati sborsati dal croato affinché la trattativa andasse in porto) al Bayern Monaco, a cui si lega per mezzo di un contratto triennale. Esordisce con i bavaresi l'8 agosto contro l'Hoffenheim. Il 15 settembre esordisce in Champions League contro il Maccabi Haifa (0-3 il finale), incontro valido per la prima giornata della fase a gironi.
Termina l'annata - conclusasi con la vittoria del titolo e della Coppa di Germania - con 31 presenze complessive. A questo successo segue quello della Supercoppa di Germania, conquistata grazie al successo ottenuto per 2-0 ai danni dello Schalke 04. Con l'arrivo di Jupp Heynckes sulla panchina dei tedeschi viene relegato ai margini della rosa.
Il 13 luglio 2012 passa a parametro zero allo Sporting Lisbona, firmando un triennale. Il 22 gennaio 2013 passa in prestito con diritto di riscatto al Celta Vigo. Esordisce nella Liga quattro giorni dopo contro il Real Sociedad, sostituendo Mario Bermejo al 55'. Partito titolare, un successivo calo di rendimento - dovuto al fatto di giocare fuori ruolo a destra, fascia non di sua competenza - lo relega in panchina con il passare delle giornate.
Finito fuori dai progetti tecnici della società - anche a causa dell'elevato ingaggio percepito dal laterale sinistro - il 30 agosto 2013 rescinde il contratto che lo legava ai lusitani.
Il 2 settembre 2013 il Panathīnaïkos ne annuncia l'ingaggio per tre stagioni. Elemento chiave della mediana allenata da Giannīs Anastasiou, conclude la stagione con 35 presenze e 5 reti - di cui una nel derby di Atene vinto 3-0 contro l'Olympiacos - sollevando la Coppa di Grecia.
Il 10 settembre 2016 firma un biennale con il Koper, in Slovenia. Il 21 luglio 2017 viene tesserato dall'Anorthōsis.

#### Nazionale
Esordisce in nazionale il 16 novembre 2004 in Irlanda-Croazia (1-0), subentrando al 59' al posto di Marko Babić. In precedenza aveva preso parte agli Europei Under-21 2004 con la selezione giovanile.
Il 5 maggio 2008 viene incluso da Slaven Bilić nella lista dei 23 convocati per gli Europei 2008 disputati in Austria e Svizzera. Il suo contributo lungo la fascia - seppur venga utilizzato da terzino basso, ruolo non suo - risulta determinante nel corso della manifestazione, riuscendo a mettere a segno due assist decisivi nelle vittorie contro Germania e Polonia.
Il 28 settembre 2012 annuncia il proprio addio alla nazionale in segno di protesta per la convocazione di Sammir, di origini brasiliane. Il 10 settembre 2013 - complice il grave infortunio occorso a Ivan Strinić - il CT Niko Kovač lo richiama in nazionale per disputare i play-off validi per l'accesso alla fase finale dei Mondiali 2014 con l'Islanda.

### Allenatore
Nel luglio 2020 assume l'incarico di giocatore-allenatore dell'Omonia Psevda.
Il 14 giugno 2021 viene ufficializzato come nuovo allenatore del Dubrava. Il 10 agosto rescinde consensualmente il contratto che lo legava al club zagabrese, chiudendo così l'avventura sulla panchina dei Ljubičastih senza aver guidato la squadra in una partita ufficiale.
Nel gennaio 2022 prende le redini del Trnje Zagabria militante in 3.HNL. Il 6 agosto guida il club alla qualificazione della neoformata 2.NL dopo aver superato il Hrvatski vitez Posedarje agli sapareggi. Il 22 marzo 2023, il giorno dopo aver ufficializzato la separazione dal Trnje, si siede sulla panchina del Sloboda Tuzla.

## Statistiche

### Presenze e reti nei club
Statistiche aggiornate al 18 maggio 2019.
| Stagione             | Squadra              | Campionato           | Campionato | Campionato | Coppe nazionali | Coppe nazionali | Coppe nazionali | Coppe continentali | Coppe continentali | Coppe continentali | Altre coppe | Altre coppe | Altre coppe | Totale | Totale |
| Stagione             | Squadra              | Comp                 | Pres       | Reti       | Comp            | Pres            | Reti            | Comp               | Pres               | Reti               | Comp        | Pres        | Reti        | Pres   | Reti   |
| -------------------- | -------------------- | -------------------- | ---------- | ---------- | --------------- | --------------- | --------------- | ------------------ | ------------------ | ------------------ | ----------- | ----------- | ----------- | ------ | ------ |
| 2001-2002            | Belišće              | 2. HNL               | 28         | 7          | CC              | 0               | 0               | -                  | -                  | -                  | -           | -           | -           | 28     | 7      |
| 2002-2003            | Osijek               | 1. HNL               | 30         | 1          | CC              | 3               | 0               | -                  | -                  | -                  | -           | -           | -           | 33     | 1      |
| 2003-2004            | Osijek               | 1. HNL               | 23         | 2          | CC              | 4               | 0               | -                  | -                  | -                  | -           | -           | -           | 27     | 2      |
| Totale Osijek        | Totale Osijek        | Totale Osijek        | 53         | 3          |                 | 7               | 0               |                    | -                  | -                  |             | -           | -           | 60     | 3      |
| 2004-2005            | Dinamo Zagabria      | 1. HNL               | 29         | 2          | CC              | 4               | 0               | CU                 | 8                  | 2                  | SC          | 1           | 0           | 42     | 4      |
| 2005-2006            | Heerenveen           | ED                   | 32+4       | 5+2        | CO              | 2               | 0               | CU                 | 8                  | 0                  | -           | -           | -           | 46     | 7      |
| 2006-2007            | Heerenveen           | ED                   | 34+2       | 2          | CO              | 1               | 0               | CU                 | 6                  | 1                  | -           | -           | -           | 43     | 3      |
| 2007-2008            | Heerenveen           | ED                   | 33+4       | 9+1        | CO              | 2               | 0               | CU                 | 2                  | 0                  | -           | -           | -           | 41     | 10     |
| 2008-2009            | Heerenveen           | ED                   | 30         | 16         | CO              | 5               | 4               | CU                 | 5                  | 1                  | -           | -           | -           | 39     | 21     |
| Totale Heerenveen    | Totale Heerenveen    | Totale Heerenveen    | 129+10     | 32+3       |                 | 10              | 4               |                    | 21                 | 2                  |             | -           | -           | 170    | 41     |
| 2009-2010            | Bayern Monaco        | BL                   | 20         | 1          | CG              | 2               | 0               | UCL                | 9                  | 0                  | -           | -           | -           | 31     | 1      |
| 2010-2011            | Bayern Monaco        | BL                   | 28         | 0          | CG              | 4               | 0               | UCL                | 7                  | 0                  | SG          | 1           | 0           | 40     | 0      |
| 2011-2012            | Bayern Monaco        | BL                   | 7          | 0          | CG              | 2               | 0               | UCL                | 5                  | 0                  | -           | -           | -           | 14     | 0      |
| Totale Bayern Monaco | Totale Bayern Monaco | Totale Bayern Monaco | 55         | 1          |                 | 8               | 0               |                    | 21                 | 0                  |             | 1           | 0           | 85     | 1      |
| 2012-gen. 2013       | Sporting Lisbona     | PL                   | 9          | 0          | CP+CdL          | 1+2             | 0               | UEL                | 6                  | 0                  | -           | -           | -           | 18     | 0      |
| gen.-giu. 2013       | Celta Vigo           | PD                   | 10         | 0          | CR              | -               | -               | -                  | -                  | -                  | -           | -           | -           | 10     | 0      |
| 2013-2014            | Panathīnaïkos        | SL                   | 24+4       | 5          | CG              | 7               | 0               | -                  | -                  | -                  | -           | -           | -           | 35     | 5      |
| 2014-2015            | Panathīnaïkos        | SL                   | 26+3       | 4          | CG              | 1               | 0               | UCL+UEL            | 2+8                | 0                  | -           | -           | -           | 40     | 4      |
| 2015-2016            | Panathīnaïkos        | SL                   | 23         | 0          | CG              | 6               | 0               | UCL+UEL            | 2+2                | 0                  | -           | -           | -           | 33     | 0      |
| Totale Panathinaikos | Totale Panathinaikos | Totale Panathinaikos | 73+7       | 9          |                 | 14              | 0               |                    | 14                 | 0                  |             | -           | -           | 108    | 9      |
| 2016-2017            | Koper                | 1. SNL               | 20         | 1          | CS              | 0               | 0               | -                  | -                  | -                  | -           | -           | -           | 20     | 1      |
| 2017-2018            | Anorthosis           | AK                   | 23+9       | 1          | CC              | 4               | 1               |                    | -                  | -                  |             | -           | -           | 36     | 2      |
| 2018-2019            | Anorthosis           | AK                   | 19+10      | 3+2        | CC              | 2               | 0               | UEL                | 2                  | 1                  | -           | -           | -           | 33     | 6      |
| Totale Anorthosis    | Totale Anorthosis    | Totale Anorthosis    | 42+19      | 4+2        |                 | 6               | 1               |                    | 2                  | 1                  |             | -           | -           | 69     | 8      |
| Totale carriera      | Totale carriera      | Totale carriera      | 474        | 64         |                 | 52              | 5               |                    | 72                 | 5                  |             | 2           | 0           | 600    | 74     |

### Cronologia presenze e reti in nazionale
| Cronologia completa delle presenze e delle reti in nazionale ― Croazia | Cronologia completa delle presenze e delle reti in nazionale ― Croazia | Cronologia completa delle presenze e delle reti in nazionale ― Croazia | Cronologia completa delle presenze e delle reti in nazionale ― Croazia | Cronologia completa delle presenze e delle reti in nazionale ― Croazia | Cronologia completa delle presenze e delle reti in nazionale ― Croazia | Cronologia completa delle presenze e delle reti in nazionale ― Croazia | Cronologia completa delle presenze e delle reti in nazionale ― Croazia |
| Data                                                                   | Città                                                                  | In casa                                                                | Risultato                                                              | Ospiti                                                                 | Competizione                                                           | Reti                                                                   | Note                                                                   |
| ---------------------------------------------------------------------- | ---------------------------------------------------------------------- | ---------------------------------------------------------------------- | ---------------------------------------------------------------------- | ---------------------------------------------------------------------- | ---------------------------------------------------------------------- | ---------------------------------------------------------------------- | ---------------------------------------------------------------------- |
| 16-11-2004                                                             | Dublino                                                                | Irlanda                                                                | 1 – 0                                                                  | Croazia                                                                | Amichevole                                                             | -                                                                      | 59’                                                                    |
| 9-2-2005                                                               | Gerusalemme                                                            | Israele                                                                | 3 – 3                                                                  | Croazia                                                                | Amichevole                                                             | -                                                                      | 75’                                                                    |
| 7-2-2007                                                               | Fiume                                                                  | Croazia                                                                | 2 – 1                                                                  | Norvegia                                                               | Amichevole                                                             | -                                                                      | 80’                                                                    |
| 22-8-2007                                                              | Sarajevo                                                               | Bosnia ed Erzegovina                                                   | 3 – 5                                                                  | Croazia                                                                | Amichevole                                                             | -                                                                      | 82’                                                                    |
| 12-9-2007                                                              | Andorra                                                                | Andorra                                                                | 0 – 6                                                                  | Croazia                                                                | Qual. Euro 2008                                                        | -                                                                      | 46’                                                                    |
| 13-10-2007                                                             | Zagabria                                                               | Croazia                                                                | 1 – 0                                                                  | Israele                                                                | Qual. Euro 2008                                                        | -                                                                      | 46’                                                                    |
| 21-11-2007                                                             | Londra                                                                 | Inghilterra                                                            | 2 – 3                                                                  | Croazia                                                                | Qual. Euro 2008                                                        | -                                                                      | 75’                                                                    |
| 6-2-2008                                                               | Fiume                                                                  | Croazia                                                                | 0 – 3                                                                  | Paesi Bassi                                                            | Amichevole                                                             | -                                                                      | 46’                                                                    |
| 26-3-2008                                                              | Glasgow                                                                | Scozia                                                                 | 1 – 1                                                                  | Croazia                                                                | Amichevole                                                             | -                                                                      |                                                                        |
| 24-5-2008                                                              | Fiume                                                                  | Croazia                                                                | 1 – 0                                                                  | Moldavia                                                               | Amichevole                                                             | -                                                                      |                                                                        |
| 31-5-2008                                                              | Budapest                                                               | Ungheria                                                               | 1 – 1                                                                  | Croazia                                                                | Amichevole                                                             | -                                                                      | 74’                                                                    |
| 8-6-2008                                                               | Vienna                                                                 | Austria                                                                | 0 – 1                                                                  | Croazia                                                                | Euro 2008 - 1º turno                                                   | -                                                                      |                                                                        |
| 12-6-2008                                                              | Klagenfurt                                                             | Croazia                                                                | 2 – 1                                                                  | Germania                                                               | Euro 2008 - 1º turno                                                   | -                                                                      |                                                                        |
| 16-6-2008                                                              | Klagenfurt                                                             | Croazia                                                                | 1 – 0                                                                  | Polonia                                                                | Euro 2008 - 1º turno                                                   | -                                                                      |                                                                        |
| 20-6-2008                                                              | Vienna                                                                 | Croazia                                                                | 1 – 1 dts (1 – 3 dtr)                                                  | Turchia                                                                | Euro 2008 - Quarti di finale                                           | -                                                                      |                                                                        |
| 20-8-2008                                                              | Maribor                                                                | Slovenia                                                               | 2 – 3                                                                  | Croazia                                                                | Amichevole                                                             | -                                                                      |                                                                        |
| 6-9-2008                                                               | Zagabria                                                               | Croazia                                                                | 3 – 0                                                                  | Kazakistan                                                             | Qual. Mondiali 2010                                                    | -                                                                      |                                                                        |
| 10-9-2008                                                              | Zagabria                                                               | Croazia                                                                | 1 – 4                                                                  | Inghilterra                                                            | Qual. Mondiali 2010                                                    | -                                                                      |                                                                        |
| 11-10-2008                                                             | Charkiv                                                                | Ucraina                                                                | 0 – 0                                                                  | Croazia                                                                | Qual. Mondiali 2010                                                    | -                                                                      |                                                                        |
| 15-10-2008                                                             | Zagabria                                                               | Croazia                                                                | 4 – 0                                                                  | Andorra                                                                | Qual. Mondiali 2010                                                    | -                                                                      |                                                                        |
| 11-2-2009                                                              | Bucarest                                                               | Romania                                                                | 1 – 2                                                                  | Croazia                                                                | Amichevole                                                             | -                                                                      | 75’                                                                    |
| 6-6-2009                                                               | Zagabria                                                               | Croazia                                                                | 2 – 2                                                                  | Ucraina                                                                | Qual. Mondiali 2010                                                    | -                                                                      |                                                                        |
| 12-8-2009                                                              | Minsk                                                                  | Bielorussia                                                            | 1 – 3                                                                  | Croazia                                                                | Qual. Mondiali 2010                                                    | -                                                                      |                                                                        |
| 5-9-2009                                                               | Zagabria                                                               | Croazia                                                                | 1 – 0                                                                  | Bielorussia                                                            | Qual. Mondiali 2010                                                    | -                                                                      |                                                                        |
| 9-9-2009                                                               | Londra                                                                 | Inghilterra                                                            | 5 – 1                                                                  | Croazia                                                                | Qual. Mondiali 2010                                                    | -                                                                      |                                                                        |
| 8-10-2009                                                              | Fiume                                                                  | Croazia                                                                | 3 – 2                                                                  | Qatar                                                                  | Amichevole                                                             | -                                                                      | 46’                                                                    |
| 14-10-2009                                                             | Astana                                                                 | Kazakistan                                                             | 1 – 2                                                                  | Croazia                                                                | Qual. Mondiali 2010                                                    | -                                                                      |                                                                        |
| 14-11-2009                                                             | Vinkovci                                                               | Croazia                                                                | 5 – 0                                                                  | Liechtenstein                                                          | Amichevole                                                             | -                                                                      |                                                                        |
| 3-3-2010                                                               | Bruxelles                                                              | Belgio                                                                 | 0 – 1                                                                  | Croazia                                                                | Amichevole                                                             | -                                                                      | 65’                                                                    |
| 26-5-2010                                                              | Tallinn                                                                | Estonia                                                                | 0 – 0                                                                  | Croazia                                                                | Amichevole                                                             | -                                                                      |                                                                        |
| 3-9-2010                                                               | Riga                                                                   | Lettonia                                                               | 0 – 3                                                                  | Croazia                                                                | Qual. Euro 2012                                                        | -                                                                      | 70’                                                                    |
| 7-9-2010                                                               | Zagabria                                                               | Croazia                                                                | 0 – 0                                                                  | Grecia                                                                 | Qual. Euro 2012                                                        | -                                                                      |                                                                        |
| 9-10-2010                                                              | Tel-Aviv                                                               | Israele                                                                | 1 – 2                                                                  | Croazia                                                                | Qual. Euro 2012                                                        | -                                                                      |                                                                        |
| 12-10-2010                                                             | Zagabria                                                               | Croazia                                                                | 2 – 1                                                                  | Norvegia                                                               | Amichevole                                                             | -                                                                      | 90’                                                                    |
| 17-11-2010                                                             | Zagabria                                                               | Croazia                                                                | 3 – 0                                                                  | Malta                                                                  | Qual. Euro 2012                                                        | -                                                                      |                                                                        |
| 9-2-2011                                                               | Pola                                                                   | Croazia                                                                | 4 – 2                                                                  | Rep. Ceca                                                              | Amichevole                                                             | -                                                                      | 46’                                                                    |
| 26-3-2011                                                              | Tbilisi                                                                | Georgia                                                                | 1 – 0                                                                  | Croazia                                                                | Qual. Euro 2012                                                        | -                                                                      | 84’                                                                    |
| 29-3-2011                                                              | Saint-Denis                                                            | Francia                                                                | 0 – 0                                                                  | Croazia                                                                | Amichevole                                                             | -                                                                      | 24’                                                                    |
| 3-6-2011                                                               | Spalato                                                                | Croazia                                                                | 2 – 1                                                                  | Georgia                                                                | Qual. Euro 2012                                                        | -                                                                      |                                                                        |
| 11-11-2011                                                             | Istanbul                                                               | Turchia                                                                | 0 – 3                                                                  | Croazia                                                                | Qual. Euro 2012                                                        | -                                                                      | 83’                                                                    |
| 15-11-2011                                                             | Zagabria                                                               | Croazia                                                                | 0 – 0                                                                  | Turchia                                                                | Qual. Euro 2012                                                        | -                                                                      | 61’                                                                    |
| 29-2-2012                                                              | Zagabria                                                               | Croazia                                                                | 1 – 3                                                                  | Svezia                                                                 | Amichevole                                                             | -                                                                      | 29’                                                                    |
| 2-6-2012                                                               | Oslo                                                                   | Norvegia                                                               | 1 – 1                                                                  | Croazia                                                                | Amichevole                                                             | -                                                                      | 46’                                                                    |
| 14-6-2012                                                              | Poznań                                                                 | Italia                                                                 | 1 – 1                                                                  | Croazia                                                                | Euro 2012 - 1º turno                                                   | -                                                                      | 68’                                                                    |
| 18-6-2012                                                              | Danzica                                                                | Croazia                                                                | 0 – 1                                                                  | Spagna                                                                 | Euro 2012 - 1º turno                                                   | -                                                                      | 65’                                                                    |
| 15-8-2012                                                              | Spalato                                                                | Croazia                                                                | 2 – 4                                                                  | Svizzera                                                               | Amichevole                                                             | -                                                                      |                                                                        |
| 15-11-2013                                                             | Reykjavík                                                              | Islanda                                                                | 0 – 0                                                                  | Croazia                                                                | Qual. Mondiali 2014                                                    | -                                                                      |                                                                        |
| 19-11-2013                                                             | Zagabria                                                               | Croazia                                                                | 2 – 0                                                                  | Islanda                                                                | Qual. Mondiali 2014                                                    | -                                                                      |                                                                        |
| 5-3-2014                                                               | Berna                                                                  | Svizzera                                                               | 2 – 2                                                                  | Croazia                                                                | Amichevole                                                             | -                                                                      |                                                                        |
| 7-6-2014                                                               | Salvador                                                               | Croazia                                                                | 1 – 0                                                                  | Australia                                                              | Amichevole                                                             | -                                                                      | 25’                                                                    |
| 18-6-2014                                                              | Manaus                                                                 | Camerun                                                                | 0 – 4                                                                  | Croazia                                                                | Mondiali 2014 - 1º turno                                               | -                                                                      |                                                                        |
| 23-6-2014                                                              | Recife                                                                 | Croazia                                                                | 1 – 3                                                                  | Messico                                                                | Mondiali 2014 - 1º turno                                               | -                                                                      | 74’                                                                    |
| 10-10-2014                                                             | Sofia                                                                  | Bulgaria                                                               | 0 – 1                                                                  | Croazia                                                                | Qual. Euro 2016                                                        | -                                                                      |                                                                        |
| 13-10-2014                                                             | Osijek                                                                 | Croazia                                                                | 6 – 0                                                                  | Azerbaigian                                                            | Qual. Euro 2016                                                        | -                                                                      |                                                                        |
| 16-11-2014                                                             | Milano                                                                 | Italia                                                                 | 1 – 1                                                                  | Croazia                                                                | Qual. Euro 2016                                                        | -                                                                      |                                                                        |
| 28-3-2015                                                              | Zagabria                                                               | Croazia                                                                | 5 – 1                                                                  | Norvegia                                                               | Qual. Euro 2016                                                        | 1                                                                      |                                                                        |
| 12-6-2015                                                              | Spalato                                                                | Croazia                                                                | 1 – 1                                                                  | Italia                                                                 | Qual. Euro 2016                                                        | -                                                                      | 72’                                                                    |
| 3-9-2015                                                               | Baku                                                                   | Azerbaigian                                                            | 0 – 0                                                                  | Croazia                                                                | Qual. Euro 2016                                                        | -                                                                      |                                                                        |
| Totale                                                                 |                                                                        | Presenze                                                               | 58                                                                     |                                                                        | Reti                                                                   | 1                                                                      |                                                                        |

| Cronologia completa delle presenze e delle reti in nazionale ― Croazia under 21 | Cronologia completa delle presenze e delle reti in nazionale ― Croazia under 21 | Cronologia completa delle presenze e delle reti in nazionale ― Croazia under 21 | Cronologia completa delle presenze e delle reti in nazionale ― Croazia under 21 | Cronologia completa delle presenze e delle reti in nazionale ― Croazia under 21 | Cronologia completa delle presenze e delle reti in nazionale ― Croazia under 21 | Cronologia completa delle presenze e delle reti in nazionale ― Croazia under 21 | Cronologia completa delle presenze e delle reti in nazionale ― Croazia under 21 |
| Data                                                                            | Città                                                                           | In casa                                                                         | Risultato                                                                       | Ospiti                                                                          | Competizione                                                                    | Reti                                                                            | Note                                                                            |
| ------------------------------------------------------------------------------- | ------------------------------------------------------------------------------- | ------------------------------------------------------------------------------- | ------------------------------------------------------------------------------- | ------------------------------------------------------------------------------- | ------------------------------------------------------------------------------- | ------------------------------------------------------------------------------- | ------------------------------------------------------------------------------- |
| 6-9-2002                                                                        | Vinkovci                                                                        | Croazia under 21                                                                | 3 – 1                                                                           | Estonia under 21                                                                | Qual. Europeo Under-21 2004                                                     | -                                                                               | 83’                                                                             |
| 11-10-2002                                                                      | Sofia                                                                           | Bulgaria under 21                                                               | 1 – 3                                                                           | Croazia under 21                                                                | Qual. Europeo Under-21 2004                                                     | -                                                                               |                                                                                 |
| 11-2-2003                                                                       | Sebenico                                                                        | Croazia under 21                                                                | 0 – 0                                                                           | Polonia under 21                                                                | Amichevole                                                                      | -                                                                               | 90+3’                                                                           |
| 13-2-2003                                                                       | Pola                                                                            | Croazia under 21                                                                | 1 – 0                                                                           | Slovacchia under 21                                                             | Amichevole                                                                      | -                                                                               |                                                                                 |
| 28-3-2003                                                                       | Zaprešić                                                                        | Croazia under 21                                                                | 1 – 1                                                                           | Belgio under 21                                                                 | Qual. Europeo Under-21 2004                                                     | -                                                                               |                                                                                 |
| 10-6-2003                                                                       | Valga                                                                           | Estonia under 21                                                                | 0 – 0                                                                           | Croazia under 21                                                                | Qual. Europeo Under-21 2004                                                     | -                                                                               |                                                                                 |
| 19-8-2003                                                                       | Londra                                                                          | Inghilterra under 21                                                            | 0 – 3                                                                           | Croazia under 21                                                                | Amichevole                                                                      | 1                                                                               |                                                                                 |
| 9-9-2003                                                                        | Malines                                                                         | Belgio under 21                                                                 | 0 – 2                                                                           | Croazia under 21                                                                | Qual. Europeo Under-21 2004                                                     | -                                                                               |                                                                                 |
| 10-10-2003                                                                      | Zaprešić                                                                        | Croazia under 21                                                                | 0 – 1                                                                           | Bulgaria under 21                                                               | Qual. Europeo Under-21 2004                                                     | -                                                                               | 69’                                                                             |
| 16-11-2003                                                                      | Varaždin                                                                        | Croazia under 21                                                                | 2 – 0                                                                           | Scozia under 21                                                                 | Qual. Europeo Under-21 2004                                                     | -                                                                               |                                                                                 |
| 18-11-2003                                                                      | Edimburgo                                                                       | Scozia under 21                                                                 | 1 – 0                                                                           | Croazia under 21                                                                | Qual. Europeo Under-21 2004                                                     | -                                                                               | 62’                                                                             |
| 30-3-2004                                                                       | Bihać                                                                           | Bosnia ed Erzegovina under 21                                                   | 1 – 1                                                                           | Croazia under 21                                                                | Amichevole                                                                      | -                                                                               |                                                                                 |
| 28-4-2004                                                                       | Skopje                                                                          | Macedonia under 21                                                              | 0 – 0                                                                           | Croazia under 21                                                                | Amichevole                                                                      | -                                                                               | 90’                                                                             |
| 27-5-2004                                                                       | Oberhausen                                                                      | Serbia e Montenegro under 21                                                    | 3 – 2                                                                           | Croazia under 21                                                                | Europeo Under-21 2004 - 1º turno                                                | -                                                                               |                                                                                 |
| 29-5-2004                                                                       | Oberhausen                                                                      | Bielorussia under 21                                                            | 1 – 1                                                                           | Croazia under 21                                                                | Europeo Under-21 2004 - 1º turno                                                | -                                                                               | 31’                                                                             |
| Totale                                                                          |                                                                                 | Presenze                                                                        | 15                                                                              |                                                                                 | Reti                                                                            | 1                                                                               |                                                                                 |

## Palmarès

### Giocatore

#### Club
- Coppa dei Paesi Bassi: 1

Heerenveen: 2008-2009
- Campionato tedesco: 1

Bayern Monaco: 2009-2010
- Coppa di Germania: 1

Bayern Monaco: 2009-2010
- Supercoppa di Germania: 1

Bayern Monaco: 2010
- Coppa di Grecia: 1

Panathinaikos: 2013-2014